# 바르와 바트 미츠바

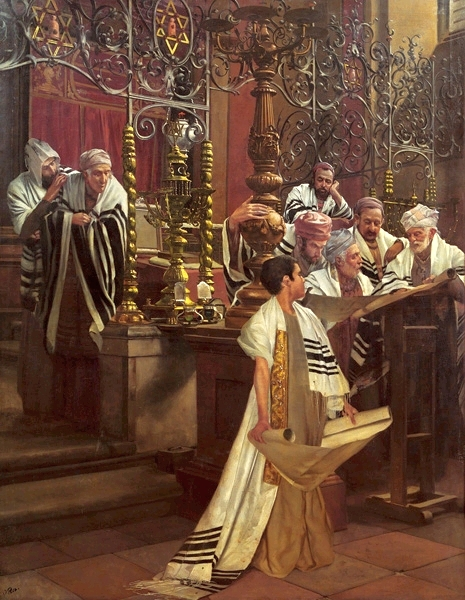

바르 미츠바(히브리어: בר מצוה, 영어: Bar Mitzvah) 또는 바트 미츠바(히브리어: בת מצוה, 영어: Bat Mitzvah)는 유대교에서 남자의 경우 13세, 여자의 경우 12세가 되어 성년의례를 치른 사람을 가리키는 말이다.
유대교 율법에 따르면 유대인 남자의 경우 13세, 여자의 경우 12세가 되면 각자의 행동에 책임을 질 나이가 된다고 여기며, 이에 따라 성년의례를 행하고 이들이 ‘바르 미츠바가 되었다’ 혹은 ‘바트 미츠바가 되었다’라고 표현한다. 히브리어로 ‘바르’(bar)는 ‘아들’을, ‘바트’(bat)는 ‘딸’을 의미하는 단어로, 풀이하면 ‘율법의 아들(딸)이 되었다’는 뜻이 된다. 많은 보수파 및 개혁파 유대교회에서는 남녀 아이들이 각각 13세 및 12세가 되면 바르 미츠바(바트 미츠바)가 되었음을 축하하는 행사를 갖는다. 이 나이는 아이들이 사춘기에 접어드는 시기와도 일치한다. 이 나이가 되기 전에는 아이들의 부모가 자녀의 유대교 율법 및 전통 준수에 대한 책임을 진다. 그러나 이 나이가 되면 아이들은 유대교 율법 및 전통, 윤리 등과 관련한 책임을 스스로 지게 되며, 이와 함께 유대인 사회의 모든 활동 영역에 참여할 수 있는 권리도 얻는다. 흔히 성년의식 자체를 바르 미츠바 혹은 바트 미츠바라고 지칭하기도 하는데, 이는 정확한 표현이 아니다.

## 같이 보기
- 견진성사

## 읽어보기
- Oppenheimer, Mark. Thirteen and a Day: The Bar and Bat Mitzvah across America. New York: Farrar, Straus, and Giroux, 2005.